# Karl Seyffahrt
Karl Seyffahrt (auch: Car(o)l, Sef(f)art, Seyffardt; * 17. Januar 1630 in Halle (Saale); † 16. Juli 1681 in Gröbzig) war ein deutscher lutherischer Theologe und Lyriker.

## Leben
Geboren als Sohn des Hallischen Pfänners Liborius Seyfahrt, besuchte er das Gymnasium seiner Heimatstadt und studierte ab dem 29. Juli 1650 an der Universität Wittenberg. In Wittenberg erwarb er sich den akademischen Grad eines Magisters, wurde 1656 Pfarrer in Peißen und Lependorf sowie 1662 Pfarrer in Gröbzig, wo er, nach poetischer und theologischer Tätigkeit, verstarb.
Neben verschiedenen Leichenpredigten erschien 1671 der Poetische Glückstopf, der eine Sammlung verschiedener Thematiken ist. So enthält dieser Epigramme, Rätsel und verschiedene Gedichte, die lustige, traurige und übelgeratene Themen aus der Geschichte und seiner Zeit aufgreifen. Obwohl das Werk in seiner Zeit als würdelos und einfältig kritisiert wurde, erlebte die darin enthaltene Verssatire Wunderliches Jungfer-Leben mehrere Auflagen. Zudem sind zwei geistliche Gedichte in der Sammlung Poetisches Geistliches Sion, welche 1673 in Eisleben erschien, enthalten. In der deutsch gesinnten Genossenschaft führte er den Namen „Der Mühsame“.